# Stenus pterobrachys
Stenus pterobrachys är en skalbaggsart som beskrevs av Max Gemminger och Edgar von Harold. Stenus pterobrachys ingår i släktet Stenus och familjen kortvingar. Inga underarter finns listade i Catalogue of Life.